# Spreewald

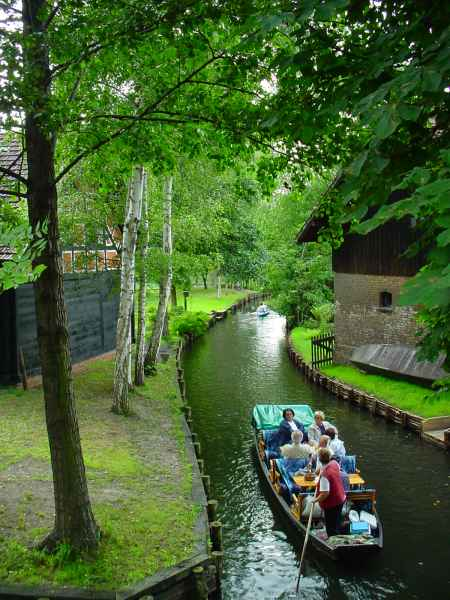
kanal i Spreewald

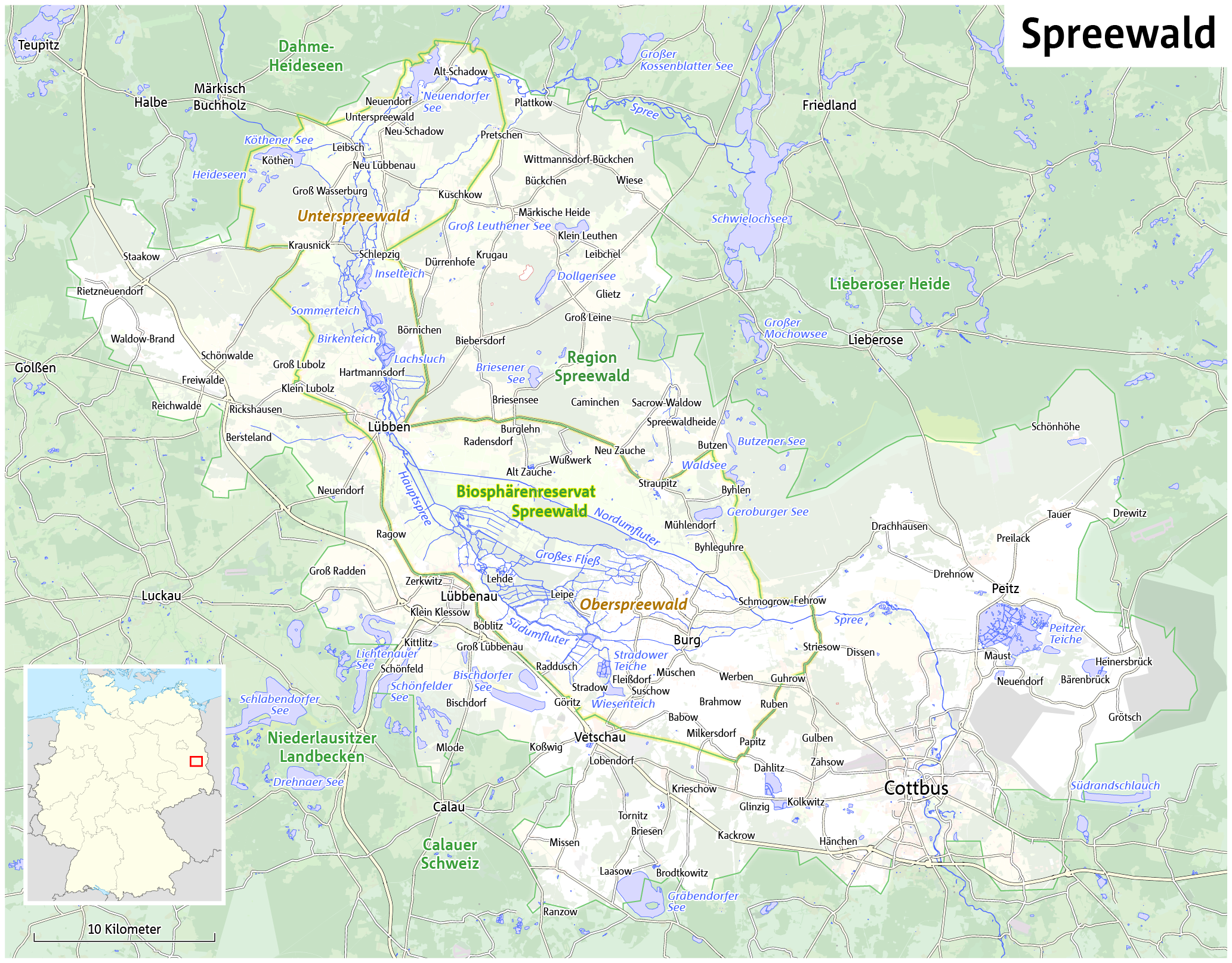

Spreewald är en region i tyska delstaten Brandenburg med en yta av omkring 3 000 km². En del av området, 475 kvadratkilometer, är biosfärområde.
Området har sitt namn efter floden Spree som där delar sig i flera armar, som vid högt vattenstånd översvämmar den kringliggande marken. Området indelas i Övre Spreewald, mellan orterna Peitz och Lübben, samt Nedre Spreewald, norr om Lübben, som är något mindre. En del av det sumpigaste området är avvattnad genom kanaler och odlad, men större delen är skogsmark och tillgänglig endast med båtar. I vissa områden bildar varje gård en ö, som endast kan nås med båt.
I biosfärområdet registrerades ungefär 1200 vilda växter och 138 häckande fågelarter. Djur som vit stork och utter har stabila populationer. Fåglar som svart stork, fiskgjuse och sångsvan är däremot sällsynta.
Spreewald utgör en del av det historiska landskapet Niederlausitz. Området är åtminstone sedan tidig medeltid bebott av den västslaviska folkgruppen sorber, som fortfarande sätter prägel på områdets kultur. Fram till 1800-talet var många byar helt sorbisktalande, medan städerna redan tidigare blivit huvudsakligen tysktalande. Numera är befolkningen övervägande tysktalande i regionen och majoriteten har tyska som modersmål, med lågsorbiska som officiellt regionalt minoritetsspråk i vissa kommuner. Det är vanligt att vägskyltar skrivs på både tyska och lågsorbiska.
Regionen är känd för en del speciella maträtter, till exempel det typiska sättet att lägga in gurka och andra grönsaker. Spreewald tillhörde under tiden 1949-1990 Östtyskland och de uppskattade spreewaldgurkornas symbolvärde hyllas i filmen Good Bye, Lenin! från 2003, när den visar att det var svårt att få tag på dessa gurkor strax efter den tyska återföreningen. Gurkinläggningen är dock äldre än så och har varit känd och uppskattad av människor i närområdet sedan mer än ett sekel. Även om de tillfälligt var borta från marknaden finns de nu åter att köpa.

## Orter i Spreewald
| Spreewald • Babow (Gemeinde Kolkwitz) Burg Lübben Lübbenau Lehde Leipe Raddusch Schlepzig Straupitz • (tyska) | Błota • Bobow (gmejna Gołkojce) Borkowy Lubin Lubnjow Lědy Lipje Raduš Slopišća Tšupc • (sorbiska) |

## Bildgalleri

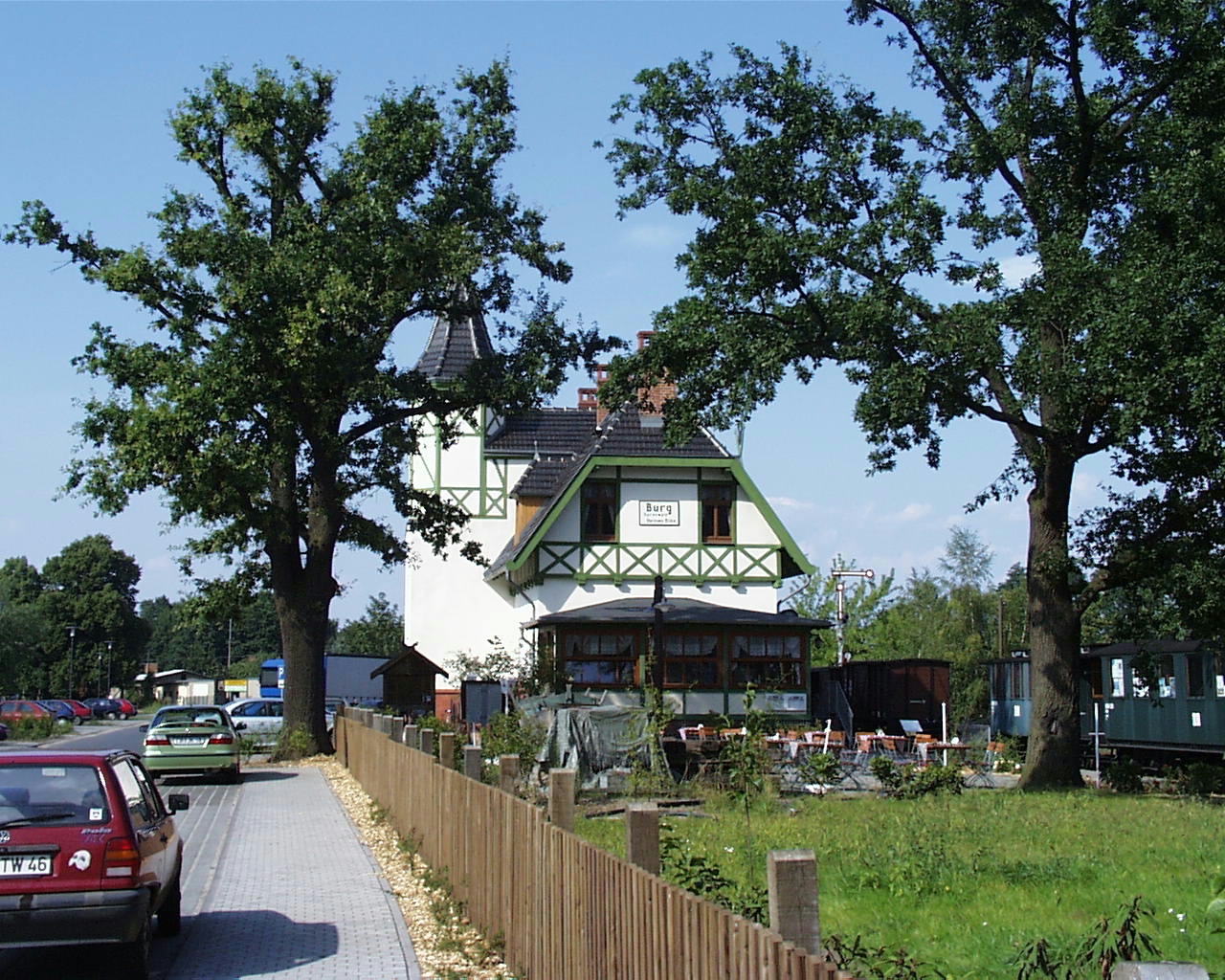
Järnvägsstation Burg
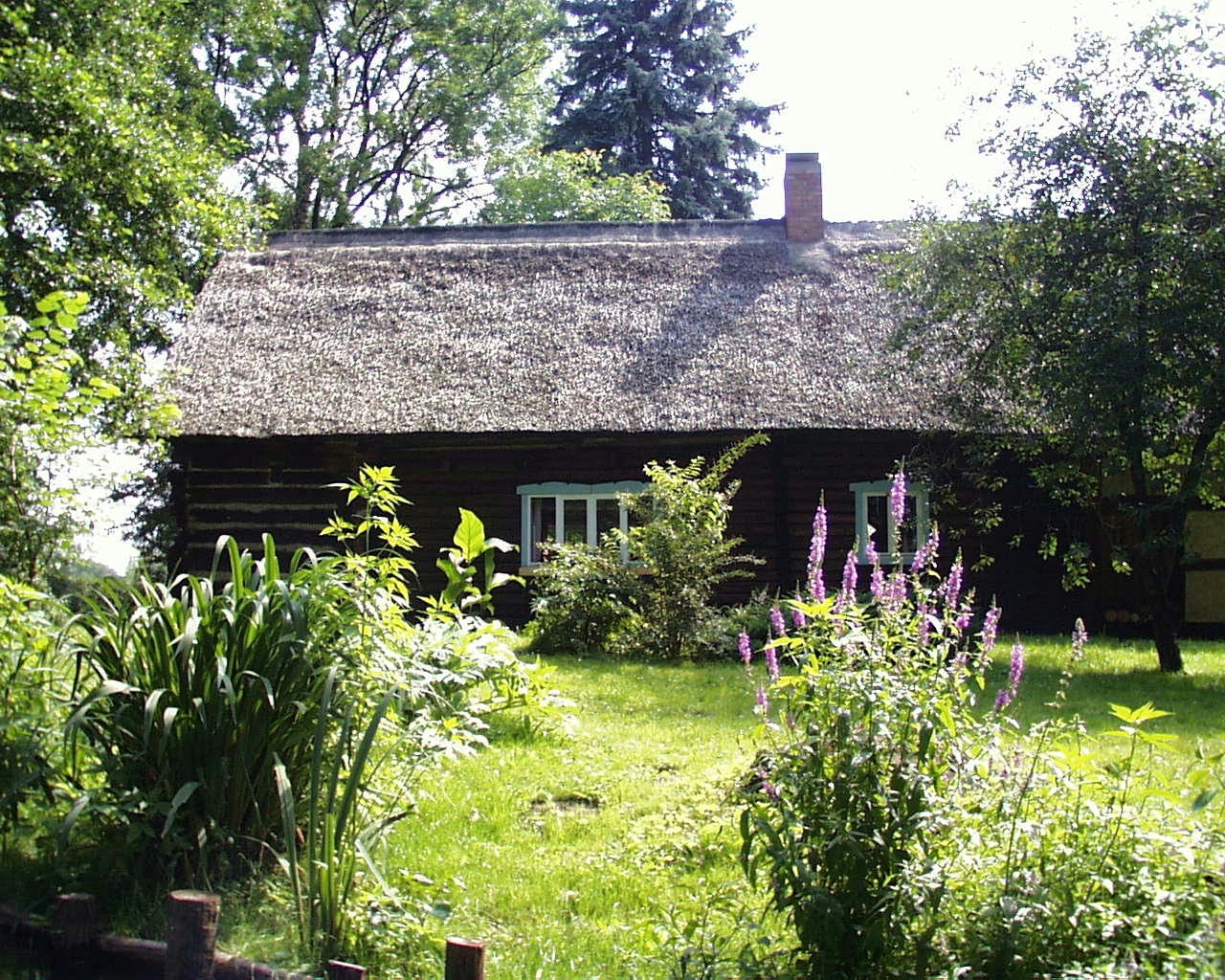
Historiska Spreewaldhus